# Хасэкура Цунэнага
Хасэкура Рокуэмон Цунэнага (яп. 支倉六右衛門常長, 1571—1622) — самурай, первый японец, побывавший в Европе с дипломатической миссией (на Западе был известен как «дон Фелипе»). Датэ Масамунэ, даймё города Сэндай, в 1613 году отправил посла в Европу с целью установления торговых и дипломатических связей. Посольство пересекло Тихий океан, достигло Акапулько в Мексике, а затем отправилось в Мадрид и Рим. В знак особого расположения Ватикана Хасэкура Цунэнага был объявлен римским гражданином. Путешествие до Европы и обратно растянулось на семь лет. Следующее японское посольство в Европу прибыло только более двухсот лет спустя, в 1862 году.

## Путешествие
В октябре 1613 года Хасэкура Цунэнага поднял паруса корабля «Датэ Мару» (переименован из «Сан Хуан Баттиста»), построенного за 45 дней с помощью испанских моряков. Капитаном назначили адмирала флота Мукаи Сёгэна. Сопровождали посла 180 человек, а также францисканец Луи Сотело со специальным посланием для испанского короля. Существует версия, что секретной целью миссии по приказу Датэ Масамунэ было найти поддержку в борьбе за независимость от Токугавы. В 1614 году делегация пристала к берегам Мексики, в феврале 1615 года попала на аудиенцию к королю Испании и Португалии Филиппу III. В Мадриде духовник короля обратил Хасэкура в католическую веру.
По пути в Италию кораблю пришлось переждать шторм во французском порту Сен-Тропе, откуда новость о неведомых прежде японцах быстро достигла германских княжеств. Местная знать радушно принимала у себя гостей, о чём сохранились заметки:

Они не прикасаются к еде руками, но используют палочки, которые зажимают тремя пальцами. Они сморкаются в мягкие шёлковые бумажные платки размером с ладонь и не используют их дважды, поэтому бросают их на пол после использования. Им нравилось наблюдать, как наши люди вокруг них наклоняются, чтобы поднять платки. Их мечи столь остры, что режут бумагу, если её положить на наточенный край и подуть.— Relations de M-me de St. Troppez, октябрь 1615 года, Bibliothèque Inguimbertine, Карпантра
В октябре того же года азиатские послы были представлены двору папы Павла V в Ватикане. По настоянию папы, оскорблённого гонениями сёгуна Токугавы Хидэтады на христиан в Японии, король Испании отверг торговое предложение японцев.
После двух лет жизни на Филиппинах делегация вернулась на родину. Результаты семилетних трудов по налаживанию дипломатических и культурных отношений, привезённые христианские подарки оказались в Японии не нужны — христианство и подвижники веры были объявлены вне закона и карались смертью. Специальным распоряжением путешественнику позволили исповедовать свою религию, но его сына Хасэкуру Цунэёри довели до смерти. По другой версии, Хасэкура отрёкся от веры, принятие которой назвал дипломатической необходимостью.

## Память
Имя Хасэкура Цунэнага было забыто в самой Японии, и лишь после окончания периода самоизоляции Японии японский дипломат Ивакура Томоми в начале 1870-х годов совершил путешествие в Европу и Америку, где впервые услышал о своём предшественнике и увидел в Венеции подтверждавшие его визиты старинные документы.
Сегодня памятники Хасэкура стоят в Акапулько (Мексика), в бухте Гаваны (Куба), в Кория-дель-Рио (Испания), в церкви Чивитавеккья (Италия), в парке Манилы (Филиппины), в Исиномаки и два в Мияги (Япония). Около 700 жителей Кория-дель-Рио носят фамилию Japón (от Hasekura de Japón — Хасэкура из Японии), причисляя себя к потомкам делегации Хасэкура Цунэнага.
В честь дипломатической миссии разбит тематический парк с копией корабля Датэ Мару на побережье Исиномаки, откуда Хасэкура Цунэнага отплыл в путешествие.
В произведении Сюсаку Эндо «Самурай» прототипом героя стал Хасэкура Цунэнага.
Фильм 1991 года «Сёгун Маэда» с участием Сё Косуги отдалённо основан на истории экспедиции Хасэкуры и рассказывает о приключениях самурая, путешествующего из Японии в Испанию.
В 2005 году вышел испанский мультфильм «Гисаку». Прототипом главного героя самурая Ёхая и его приключений на пути из Японии в Испанию XVII века послужил Хасэкура Цунэнага. Ёхай дожил до наших дней благодаря магии и пустился в новые авантюры в качестве супергероя.

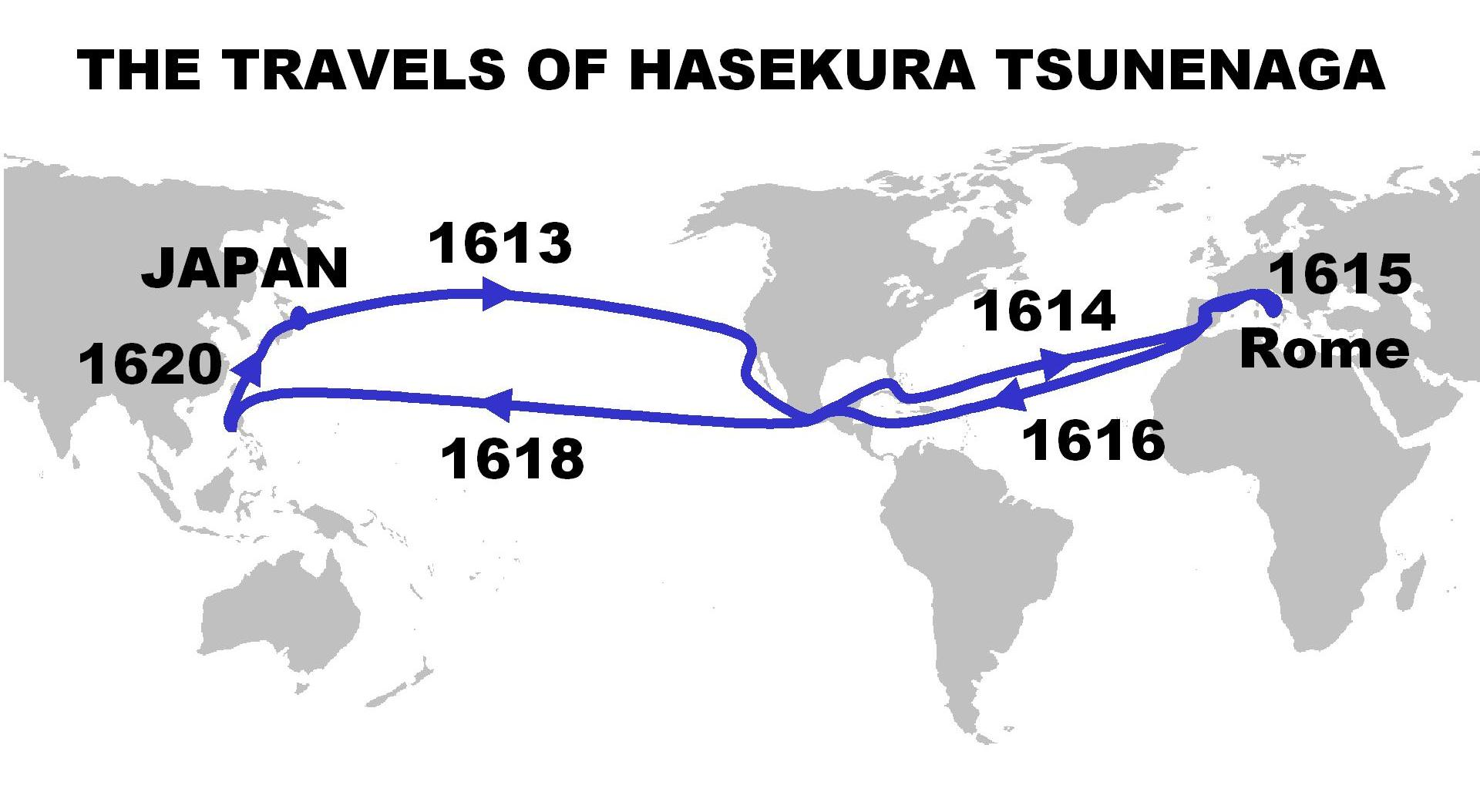
Маршрут путешествия Хасэкуры Цунэнаги с указанными датами
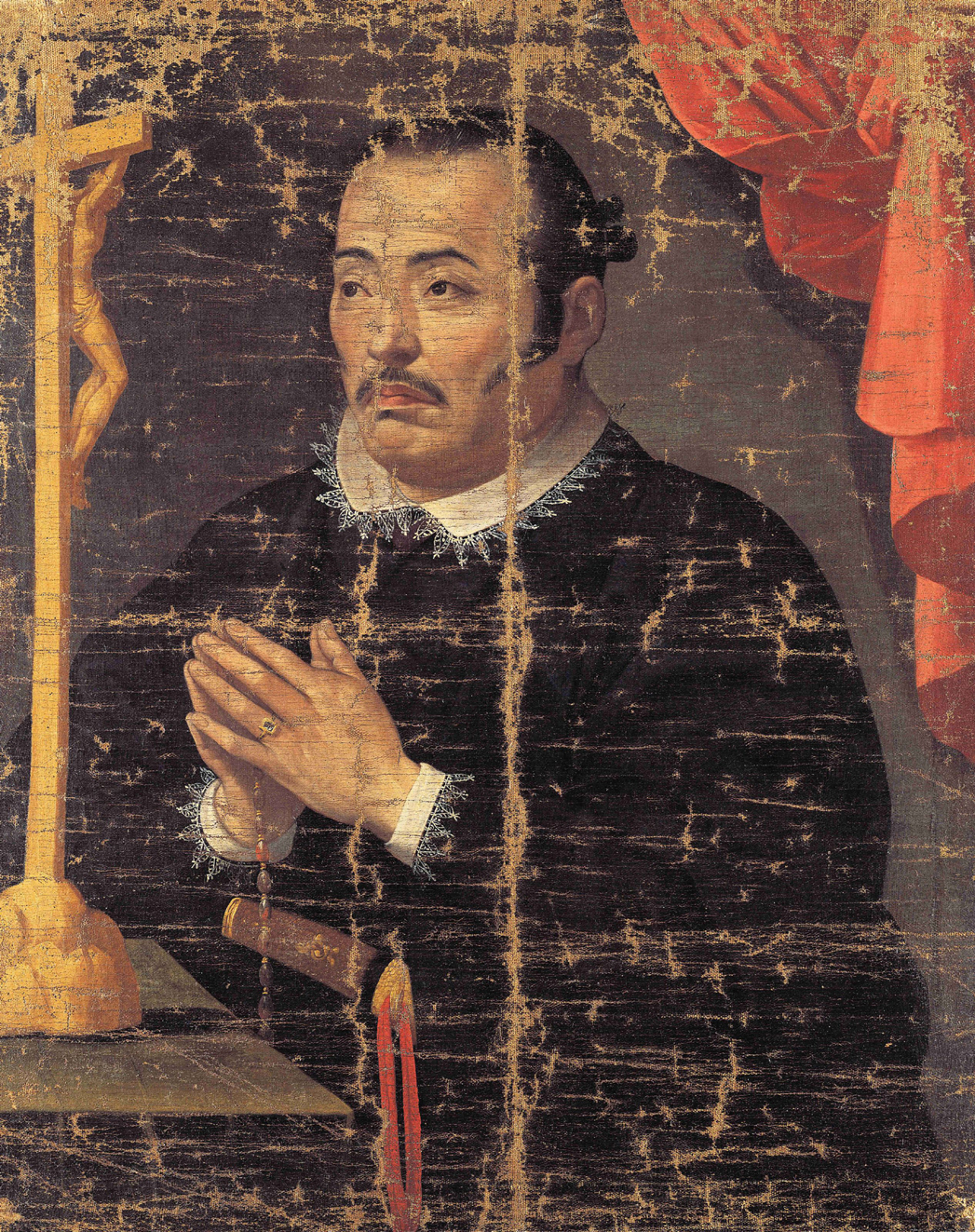
Молящийся Хасэкура после обращения в католическую веру в Мадриде в 1615 году
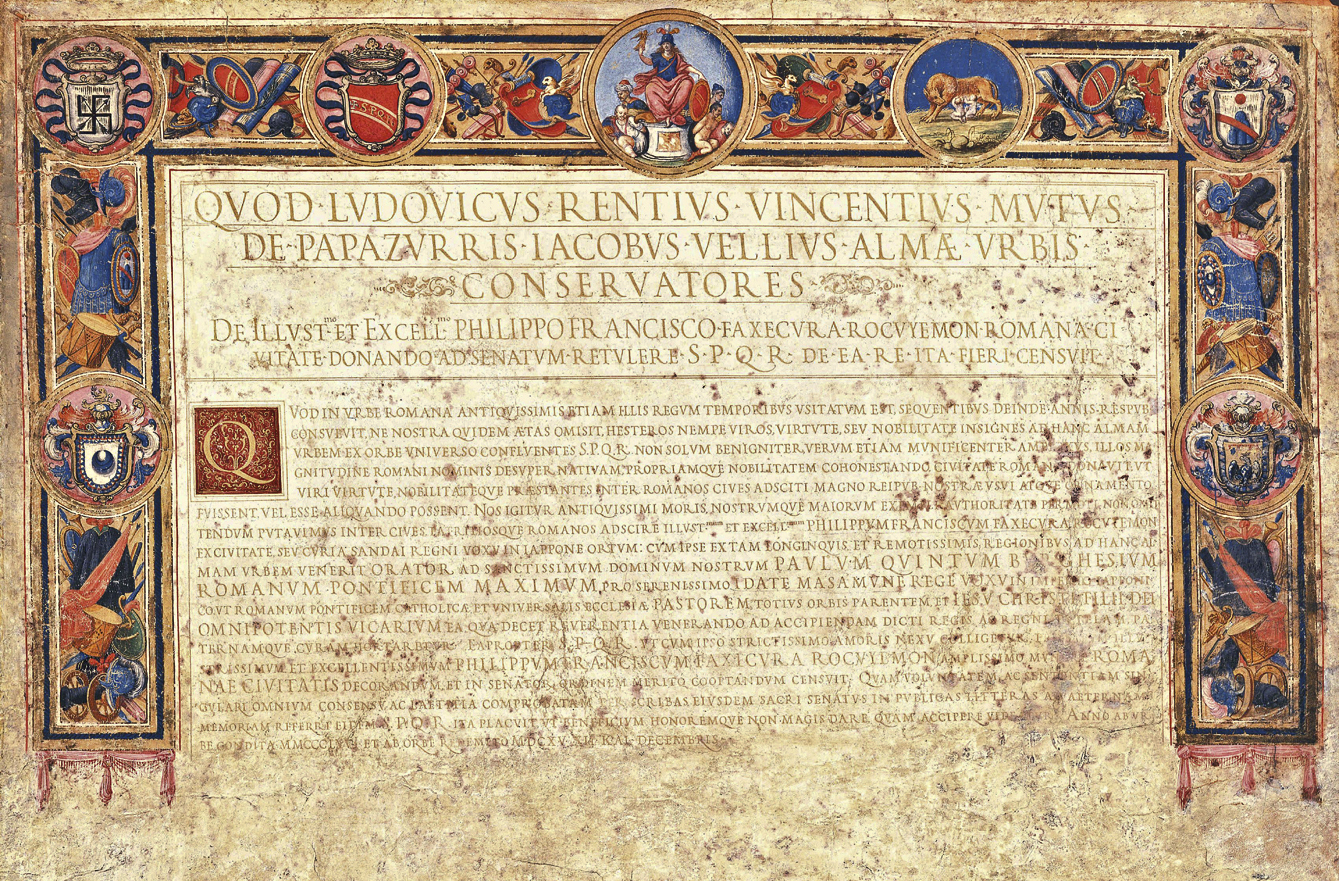
Документ о даровании Хасэкура римского гражданства
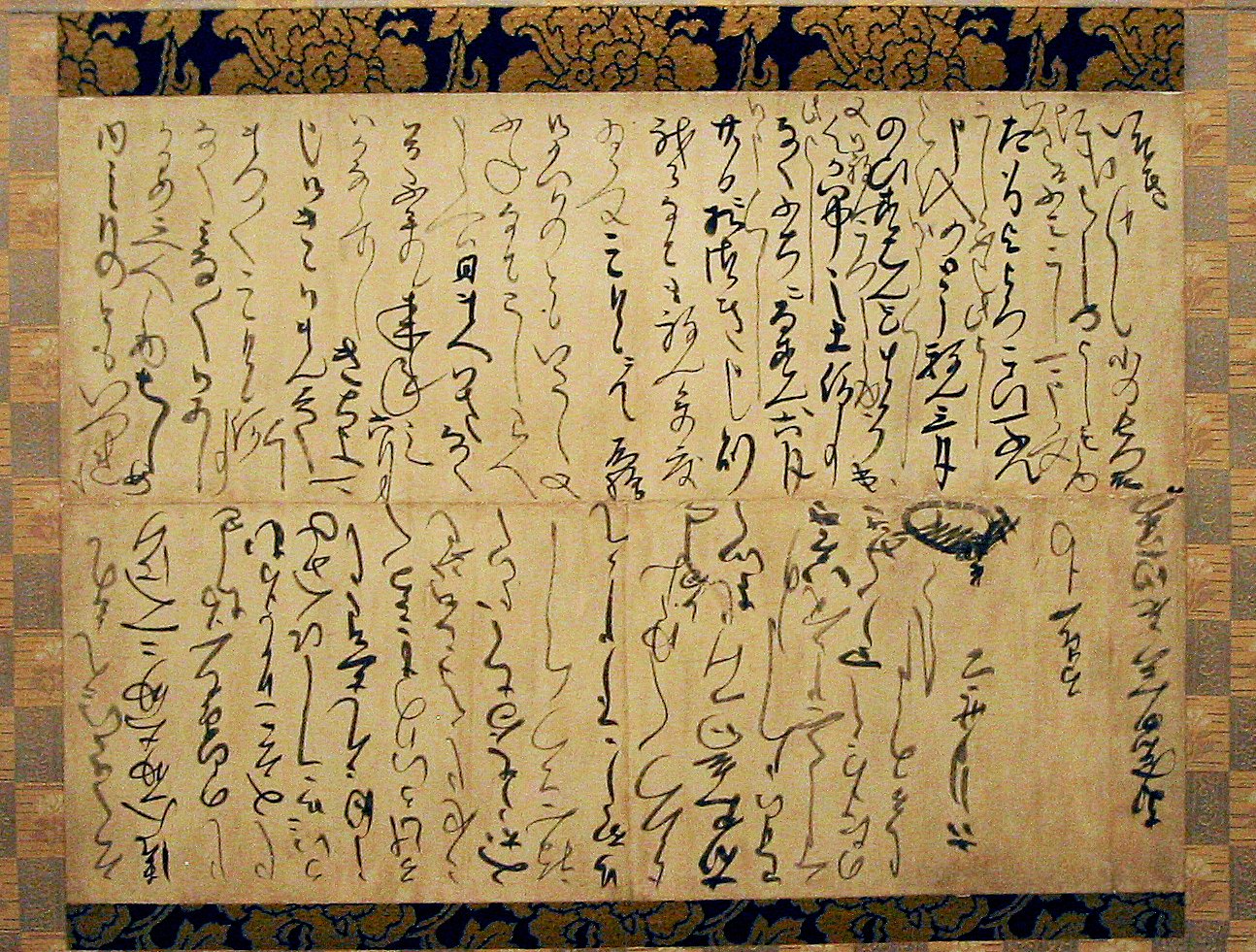
Письмо Хасэкура своему сыну, написанное на Филиппинах Музей Сендай
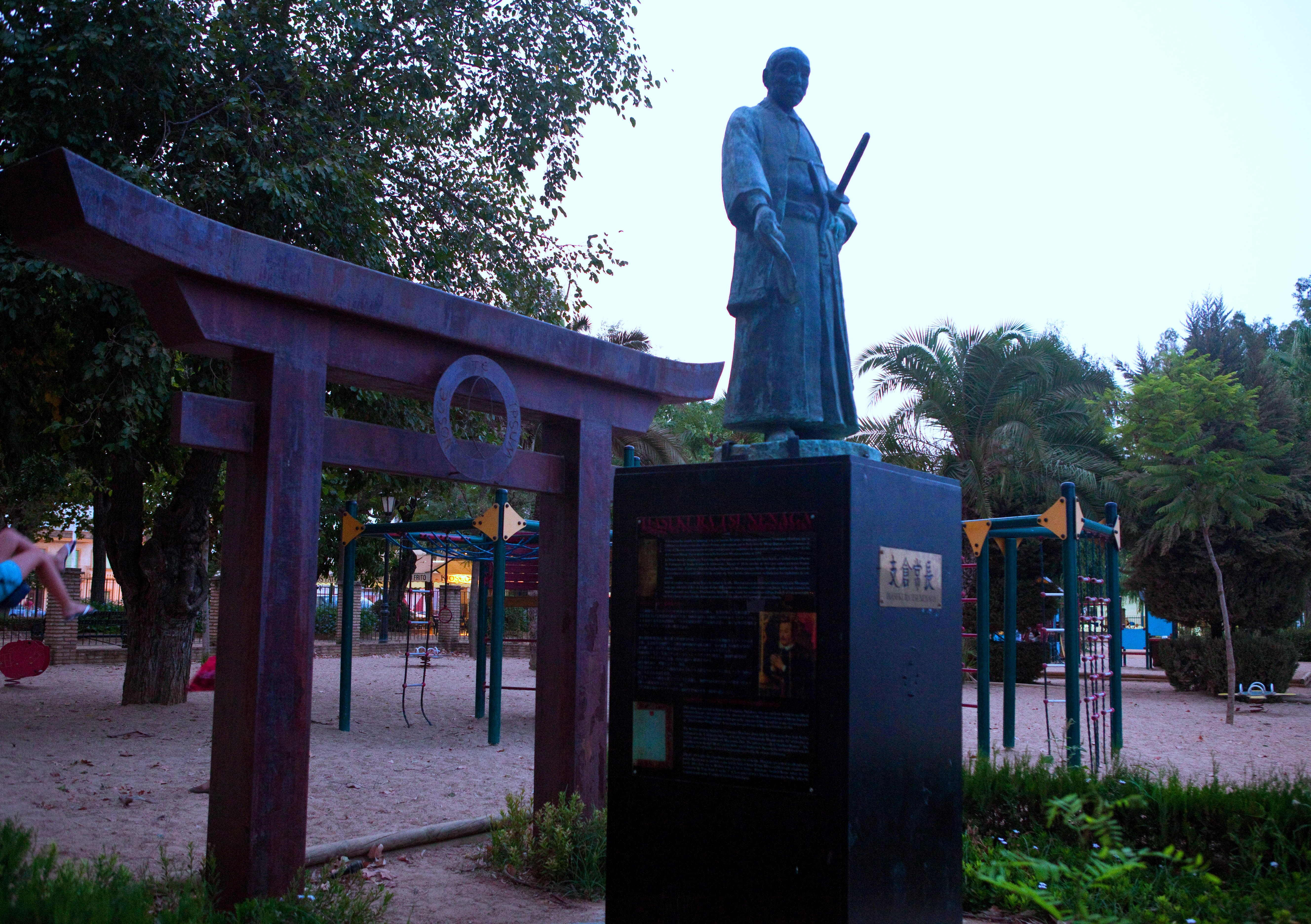
Врата Тории и памятник Хасэкура Цунэнага в Кория-дель-Рио, Испания
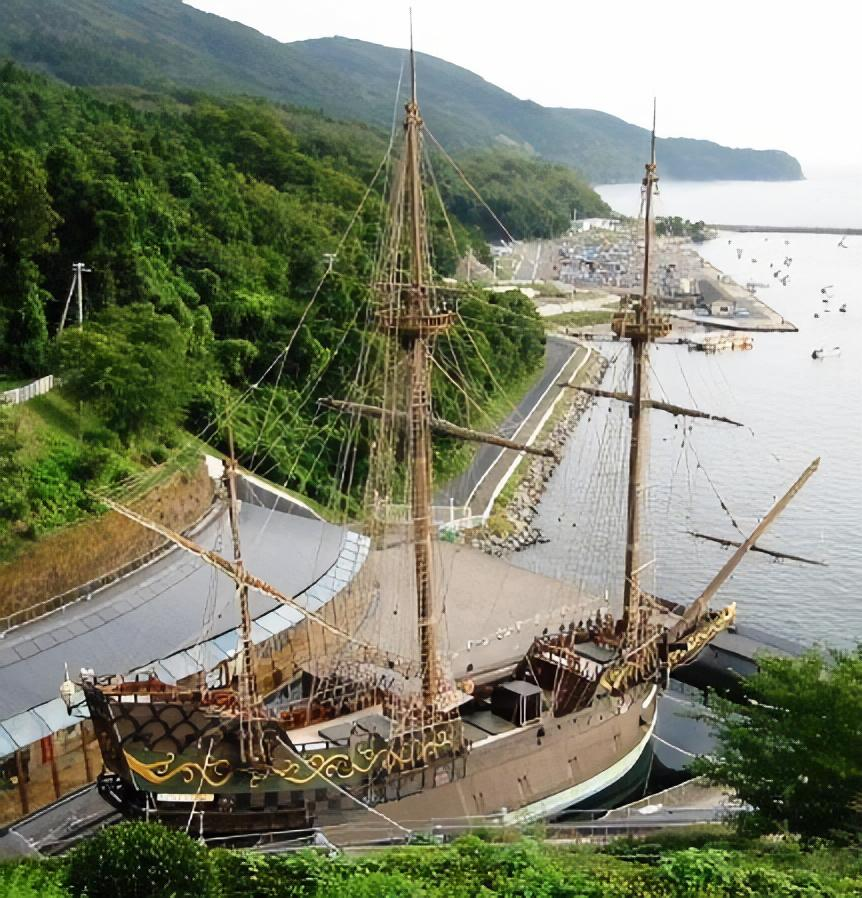
Копия галеона «Датэ Мару» в Исиномаки